# James Anderson (attore)
James Anderson (Wetumpka, 13 luglio 1921 – Billings, 14 settembre 1969) è stato un attore statunitense.
Ha recitato in oltre 50 film dal 1941 al 1970 (ultimi due film distribuiti postumi) ed è apparso in 90 produzioni televisive dal 1950 al 1968. È stato accreditato anche con i nomi Jim Anderson e Kyle James.

## Biografia
James Anderson nacque a Wetumpka, in Alabama, il 13 luglio 1921. Debuttò nel 1941, non accreditato, nel film Il sergente York nel ruolo di Eb, e in televisione nell'episodio Hired Girl della serie televisiva Fireside Theatre, andato in onda il 16 maggio 1950. La sua ultima apparizione sul piccolo schermo avvenne nell'episodio Blood Money della serie televisiva Gunsmoke, andato in onda il 22 gennaio 1968, che lo vede nel ruolo di Jesse Hill, mentre per il grande schermo l'ultima interpretazione risale al film Il piccolo grande uomo (1970), in cui interpreta un sergente. Morì di un attacco di cuore a Billings, in Montana, il 14 settembre 1969, a 48 anni, e fu seppellito al Pierce Brothers Valhalla Memorial Park di North Hollywood.

## Filmografia

### Cinema
- Il sergente York (Sergeant York), regia di Howard Hawks (1941)
- Bombardieri in picchiata (Dive Bomber), regia di Michael Curtiz (1941)
- Vento selvaggio (Reap the Wild Wind), regia di Cecil B. DeMille (1942)
- La maschera dei Borgia (Bride of Vengeance), regia di Mitchell Leisen (1949)
- Il grande peccatore (The Great Sinner), regia di Robert Siodmak (1949)
- Johnny One-Eye, regia di Robert Florey (1950)
- Lo spaccone vagabondo (The Fireball), regia di Tay Garnett (1950)
- Hunt the Man Down, regia di George Archainbaud (1950)
- Anni perduti (Five), regia di Arch Oboler (1951)
- Sabbie rosse (Along the Great Divide), regia di Raoul Walsh (1951)
- Più forte dell'amore (The Blue Veil), regia di Curtis Bernhardt (1951)
- The Last Musketeer, regia di William Witney (1952)
- Il capitalista (Has Anybody Seen My Gal), regia di Douglas Sirk (1952)
- Duello al Rio d'argento (The Duel at Silver Creek), regia di Don Siegel (1952)
- Hellgate - Il grande inferno (Hellgate), regia di Charles Marquis Warren (1952)
- La diva (The Star), regia di Stuart Heisler (1952)
- Ruby, fiore selvaggio (Ruby Gentry), regia di King Vidor (1952)
- La frusta di sangue (The Great Jesse James Raid), regia di Reginald Le Borg (1953)
- La freccia insanguinata (Arrowhead), regia di Charles Marquis Warren (1953)
- Avventura in Cina (China Venture), regia di Don Siegel (1953)
- Il cervello di Donovan (Donovan's Brain), regia di Felix E. Feist (1953)
- Contrabbando a Tangeri (Flight to Tangier), regia di Charles Marquis Warren (1953)
- Rivolta al blocco 11 (Riot in Cell Block 11), regia di Don Siegel (1954)
- Cavalcata ad ovest (They Rode West), regia di Phil Karlson (1954)
- Al di là del fiume (Drums Across the River), regia di Nathan Juran (1954)
- Criminale di turno (Pushover), regia di Richard Quine (1954)
- Mandato di cattura (Dragnet), regia di Jack Webb (1954)
- Dollari che scottano (Private Hell 36), regia di Don Siegel (1954)
- The Bamboo Prison, regia di Lewis Seiler (1954)
- Uomini violenti (The Violent Men), regia di Rudolph Maté (1955)
- I sette ribelli (Seven Angry Men), regia di Charles Marquis Warren (1955)
- I cadetti della 3ª brigata (An Annapolis Story), regia di Don Siegel (1955)
- I razziatori (The Marauders), regia di Gerald Mayer (1955)
- I corsari del grande fiume (The Rawhide Years), regia di Rudolph Maté (1955)
- Gunpoint: terra che scotta (At Gunpoint), regia di Alfred L. Werker (1955)
- La città corrotta (Inside Detroit), regia di Fred F. Sears (1956)
- I rapinatori del passo (Fury at Gunsight Pass), regia di Fred F. Sears (1956)
- Web il coraggioso (Tension at Table Rock), regia di Charles Marquis Warren (1956)
- La legge del Signore (Friendly Persuasion), regia di William Wyler (1956)
- Running Target, regia di Marvin R. Weinstein (1956)
- Supplizio (The Rack), regia di Arnold Laven (1956)
- Orizzonti lontani (The Big Land), regia di Gordon Douglas (1957)
- The Thing That Couldn't Die, regia di Will Cowan (1958)
- Noi giovani (As Young as We Are), regia di Bernard Girard (1958)
- Ho sposato un mostro venuto dallo spazio (I Married a Monster from Outer Space), regia di Gene Fowler Jr. (1958)
- La scuola dell'odio (Pressure Point), regia di Hubert Cornfield (1962)
- Il buio oltre la siepe (To Kill a Mockingbird), regia di Robert Mulligan (1962)
- La caccia (The Chase), regia di Arthur Penn (1966)
- Prendi i soldi e scappa (Take the Money and Run), regia di Woody Allen (1969)
- La ballata di Cable Hogue (The Ballad of Cable Hogue), regia di Sam Peckinpah (1970)
- Il piccolo grande uomo (Little Big Man), regia di Arthur Penn (1970)

### Televisione
- Fireside Theatre – serie TV, 3 episodi (1950-1951)
- Squadra mobile (Racket Squad) – serie TV, un episodio (1951)
- Le avventure di Gene Autry (The Gene Autry Show) – serie TV, 2 episodi (1952)
- The Unexpected – serie TV, un episodio (1952)
- Le inchieste di Boston Blackie (Boston Blackie) – serie TV, episodio 2x23 (1953)
- Waterfront – serie TV, un episodio (1954)
- Hopalong Cassidy – serie TV, un episodio (1954)
- Stories of the Century – serie TV, un episodio (1954)
- The Lone Wolf – serie TV, 2 episodi (1954)
- Schlitz Playhouse of Stars – serie TV, un episodio (1954)
- Dragnet – serie TV, 4 episodi (1954-1955)
- Medic – serie TV, un episodio (1955)
- Celebrity Playhouse – serie TV, episodio 1x02 (1955)
- The Ford Television Theatre – serie TV, un episodio (1955)
- Le avventure di Rin Tin Tin (The Adventures of Rin Tin Tin) – serie TV, un episodio (1955)
- Cisco Kid (The Cisco Kid) – serie TV, 5 episodi (1953-1955)
- TV Reader's Digest – serie TV, episodio 2x12 (1956)
- Frida (My Friend Flicka) – serie TV, episodio 1x19 (1956)
- The Millionaire – serie TV, un episodio (1956)
- Telephone Time – serie TV, episodio 1x06 (1956)
- Letter to Loretta – serie TV, 2 episodi (1956)
- Corky, il ragazzo del circo (Circus Boy) – serie TV, episodio 1x09 (1956)
- Sheriff of Cochise – serie TV, un episodio (1956)
- Crusader – serie TV, episodio 2x12 (1956)
- Official Detective – serie TV, un episodio (1957)
- Navy Log – serie TV, episodio 2x12 (1957)
- Avventure in elicottero (Whirlybirds) – serie TV, un episodio (1957)
- You Are There – serie TV, un episodio (1957)
- Trackdown – serie TV, un episodio (1957)
- Code 3 – serie TV, 2 episodi (1957)
- Casey Jones – serie TV, un episodio (1957)
- The Gray Ghost – serie TV, episodio 1x17 (1958)
- Carovane verso il west (Wagon Train) – serie TV, un episodio (1958)
- The Restless Gun – serie TV, episodio 1x35 (1958)
- La pattuglia della strada (Highway Patrol) – serie TV, 2 episodi (1955-1958)
- Jefferson Drum – serie TV, un episodio (1958)
- Cimarron City – serie TV, un episodio (1958)
- Avventure in fondo al mare (Sea Hunt) – serie TV, un episodio (1959)
- Northwest Passage – serie TV, un episodio (1959)
- Alcoa Theatre – serie TV, un episodio (1959)
- Yancy Derringer – serie TV, un episodio (1959)
- The Californians – serie TV, un episodio (1959)
- Lassie – serie TV, un episodio (1959)
- Rescue 8 – serie TV, episodio 1x29 (1959)
- Colt .45 – serie TV, 3 episodi (1957-1959)
- Tightrope – serie TV, episodio 1x01 (1959)
- The Deputy – serie TV, un episodio (1959)
- Men Into Space – serie TV, episodio 1x01 (1959)
- Tombstone Territory – serie TV, un episodio (1959)
- Disneyland – serie TV, 3 episodi (1958-1960)
- Dennis the Menace – serie TV, 2 episodi (1959-1960)
- I racconti del West (Zane Grey Theater) – serie TV, 4 episodi (1957-1960)
- The Rifleman – serie TV, un episodio (1960)
- Gli intoccabili (The Untouchables) – serie TV, un episodio (1960)
- Avventure lungo il fiume (Riverboat) – serie TV, un episodio (1960)
- The Texan – serie TV, 3 episodi (1959-1960)
- Coronado 9 – serie TV, un episodio (1960)
- Perry Mason – serie TV, 3 episodi (1957-1960)
- The Westerner – serie TV, un episodio (1960)
- Maverick – serie TV, 3 episodi (1957-1961)
- Have Gun - Will Travel – serie TV, 2 episodi (1960-1961)
- Bat Masterson – serie TV, un episodio (1961)
- Lawman – serie TV, 2 episodi (1960-1961)
- Le leggendarie imprese di Wyatt Earp (The Life and Legend of Wyatt Earp) – serie TV, un episodio (1961)
- Ripcord – serie TV, episodio 1x15 (1962)
- Frontier Circus – serie TV, un episodio (1962)
- Bronco – serie TV, un episodio (1962)
- Empire – serie TV, un episodio (1962)
- Cheyenne – serie TV, un episodio (1962)
- Il virginiano (The Virginian) – serie TV, episodio 1x10 (1962)
- Laramie – serie TV, 10 episodi (1959-1963)
- Sam Benedict – serie TV, un episodio (1963)
- L'ora di Hitchcock (The Alfred Hitchcock Hour) – serie TV, un episodio (1963)
- Dakota (The Dakotas) – serie TV, episodio 1x18 (1963)
- Bonanza – serie TV, 3 episodi (1960-1963)
- La legge del Far West (Temple Houston) – serie TV, episodio 1x03 (1963)
- Polvere di stelle (Bob Hope Presents the Chrysler Theatre) – serie TV, un episodio (1963)
- Destry – serie TV, un episodio (1964)
- Gli uomini della prateria (Rawhide) – serie TV, 4 episodi (1959-1964)
- Viaggio in fondo al mare (Voyage to the Bottom of the Sea) – serie TV, un episodio (1965)
- La leggenda di Jesse James (The Legend of Jesse James) – serie TV, un episodio (1965)
- Branded – serie TV, episodi 2x02-2x21 (1965-1966)
- Il dottor Kildare (Dr. Kildare) – serie TV, 2 episodi (1964-1966)
- Le spie (I Spy) – serie TV, un episodio (1966)
- Iron Horse – serie TV, episodio 1x10 (1966)
- Kronos (The Time Tunnel) – serie TV, un episodio (1967)
- Al banco della difesa (Judd for the Defense) – serie TV, un episodio (1967)
- Daniel Boone – serie TV, un episodio (1967)
- Il grande teatro del west (The Guns of Will Sonnett) – serie TV, un episodio (1967)
- I giorni di Bryan (Run for Your Life) – serie TV, episodio 3x08 (1967)
- Gunsmoke – serie TV, 9 episodi (1955-1968)

## Doppiatori italiani
- Gualtiero De Angelis in Ruby, fiore selvaggio
- Pino Locchi in La freccia insanguinata
- Roberto Gicca in Orizzonti lontani
- Bruno Persa in Il buio oltre la siepe